# Jules Bache
Jules Semon Bache (9 de noviembre de 1861 - Palm Beach, 24 de marzo de 1944) fue un empresario y banquero estadounidense de origen alemán, coleccionista de arte y filántropo.
Nació en Alemania y al poco tiempo su familia emigró a los Estados Unidos, estableciéndose en Nueva York. En 1886, comenzó a trabajar como cajero en Leopold Cahn & Co., una firma de corredores de bolsa fundada por su tío. En 1886 fue nombrado socio minoritario y en 1892 tomó el control total del negocio. Cambió el nombre por JS Bache & Co.. Bache convirtió la compañía en una de las principales casas de corretaje de Estados Unidos, sólo superada por Merrill Lynch & Co., Inc. En el proceso, Bache se convirtió en una persona inmensamente rica, un mecenas de las artes, y un filántropo.
Durante la Primera Guerra Mundial, Bache hizo donaciones al American Field Service en Francia y su mujer era la tesorera honoraria de la War Babies 'Cradle, una obra de caridad que proporcionaba ayuda (como alimentos, ropa, combustible para calefacción y atención médica) a las madres y los niños en peligro por la guerra en el norte de Francia y Bélgica.
Jules Bache fue accionista de varias empresas importantes y participó en los consejos de administración de muchas de ellas. Tenía intereses importantes en las empresas mineras canadienses. Su participación en estas empresas estaba en manos de una empresa suya interpuesta establecida en el paraíso fiscal de Bahamas, lo que le permitió evitar legalmente el pago de varios tributos de carácter personal y empresarial en los Estados Unidos, un hecho que sería criticado públicamente como resultado de las investigaciones federales durante la década de 1930 sobre las causas y responsabilidades del Crack de 1929. Bache consideraba que los altos impuestos eran un obstáculo para el crecimiento económico y publicó un folleto titulado "Liberad a los negocios de la esclavitud de los impuestos". Como accionista mayoritario de la Dome Minas Limited, fue presidente de la compañía desde 1919 hasta 1942 y presidente de la Junta posteriormente. Con la agencia de bolsa Dillon, Read & Company, adquirió la compañía automovilística Dodge Brothers en 1923, ocupando una posición importante en la Chrysler Corporation.
Además de su perfil en el mundo de los negocios, Jules Bache también fue conocido por su colección de arte, a la que prestó especial atención la prensa en 1929 cuando compró el retrato de Juliano de Medici, obra entonces atribuida erróneamente a Rafael y cuyo autor fue Bronzino. Adquirió además otras obras de artistas como Rembrandt, Tiziano, Durero, Velázquez, Gerard David, Giovanni Bellini y Botticelli, entre otros. En 1937 abrió su magnífica colección de arte al público, y en 1943 donó algunas de sus obras al Instituto de Artes de Detroit. A su muerte en 1944, el resto de su colección fue donada al Museo Metropolitano de Arte de Nueva York.